# Hryhoriwka (hromada Siewiersk)
Hryhoriwka (ukr. Григорівка) – wieś na Ukrainie, w obwodzie donieckim, w rejonie bachmuckim. W 2001 liczyła 90 mieszkańców, spośród których 79 posługiwało się językiem ukraińskim, a 11 rosyjskim.